# Греція на літніх Олімпійських іграх 1968
Греція на літніх Олімпійських іграх 1968 була представлена 44 спортсменами у 7 видах спорту і виборола 1 бронзову медаль.

## Медалісти
| Бронза |                     |                         |
| №      | Спортсмени          | Вид спорту (дисципліна) |
| 1      | Петрос Галактопулос | Греко-римська боротьба  |